# دوغ غراي
دوغ غراي (بالإنجليزية: Doug Gray)‏ هو مغني أمريكي، ولد في 22 مايو 1948 في سبارتانبرغ في الولايات المتحدة.

## وصلات خارجية
- دوغ غراي على موقع ميوزك برينز (الإنجليزية)
- دوغ غراي على موقع ديسكوغز (الإنجليزية)